# Pavle Vranjican
 Ovo je glavno značenje pojma Pavle Vranjican. Za druga značenja pogledajte Pavle Vranjican (revolucionar).
Pavle Vranjican (Pula, 1958.), hrvatski redatelj i scenarist dokumentarnih filmova, autor brojnih umjetničkih performansa te underground kazališnih predstava. Najpoznatiji po dokumentarnim filmovima o Domovinskom ratu. Autor / koautor umjetničkih performance-a i happeninga te underground kazališnih predstava i rock sastava. Poznavatelj hrvatskih i slovenskih planina, turskih planina, masiva Mt. Blanca, Durmitora, Komova, Prokletija, Maglić – Volujak – Trnovački Durmitor, kao i područja Annapurne u Nepalu.

## Životopis
Rođen 1958. godine. Od rana djetinjstva je u Zagrebu. Mlade zanimacije bili su mu alpinizam i speleologija. Od sredine 1980-ih bavi se dokumentarnim filmom. Prijateljevao o djetinjstva s poznatim snimateljem HTV-a Gordanom Ledererom, s kojim je poslovno surađivao na TV serijama Hodološki glasnik i Agramer historische video zeitung. Pisao je i scenarije za filmove.  Dokumentarni film redatelja Nikole Babića Ze Pe Kijev Do kojem je Vranjican napisao scenarij dobio je nagrade. Autor underground kazališnih predstava i brojnih umjetničkih performansa. Radio je serijal o motociklizmu za HTV 1990. godine. Od te godine dokumentira filmski i političku realnost tog vremena.
Kao ratni snimatelj bio u kriznom stožeru na Banovini, gradskom stožeru Teritorijalne obrane Grada Zagreba, zatim Zagrebačkog korpusa pa Glavnog stožera Oružanih snaga i Ministarstva obrane. Otkupio je zagrebački videoarhiv od bivšeg djelatnika Yutela. Zahvaljujući tom i vlastitim snimkama te snimkama iz raznih drugih izvora, realizirao je oko 200 naslova kratkog i dugometražnog dokumentarnog filma. Filmske naslove na temu Domovinskog rata stvara od 1995. do danas. Gledani su bili Amarcord 1991. – 2001., Amarcord 1991. – 2002., Komšije 1., Komšije 2., Novska – listopad, studeni 1991. godine. 1993. je snimio dokumentarni film Spaljena zemlja i 1994. Necropolis Croatica te 1994. kratki film Brujači te 1993. kratki film Patchwork, redatelja Mladena Lučića.
Organizator, autor i suradnik na revijama i izložbama dokumentarnog ratnog filma, prije svega temu Domovinskog rata. Organizirao je revije, a izložbe su u organizaciji Muzeja grada Zagreba, Vojnog muzeja i Memorijalno-dokumentacijskog centra. Radio na dijelu video vizualizacije stalnog postava Muzeja grada Zagreba.
Od ljeta 1991. dragovoljac je Domovinskog rata. U HV-u ostaje do ljeta 1992. godine, kada je demobiliziran s činom pričuvnog satnika. U razdoblju od 1990. do 1995. godine aktivno se bavi dokumentiranjem nastalih ratnih šteta na spomeničkoj baštini kao i vojno-političkih događanja te na tu temu realizira dokumentarne filmove. U suradnji s Odsjekom za etnologiju Filozofskog fakulteta Sveučilišta u Zagrebu bavi se proučavanjem tibetanske kulture s područja Annapurne u Nepalu. Kao član međunarodnog arheološkog tima (Royal Ontario Museum - Kanada) dokumentira arheološko istraživanje na Pelješcu o ilirskom svetištu iz razdoblja helenizma. Sudionik je arheoloških istraživanja i rekognosciranja špilja Gorskog kotara, Korduna, Žirja, na Velebitu, Zagori, Bukovici i dubrovačkom području. Koautor je nekoliko znanstvenih arheoloških članaka. U kazalištu «Gavella» 1990. izvodi se višestruko nagrađivana predstava «Lijepa naša 1848» gdje je koautor teksta. Od 1990. djeluje kao neovisni producent, snimatelj, montažer i redatelj. Za TV Zagreb autorski realizira serijal Moto show. Stalni je suradnik Zemaljskog muzeja u Sarajevu na izradi arheološke karte Bosne i Hercegovine i član međunarodnog arheološkog tima na istraživanju lokaliteta Badanj kod Stoca (BIH).

## Videografija
Videografija:
1990.
Autor dokumentarnog filma Istraživanje jame Jazovke, trajanje 60 min, nezavisna produkcija 1990.
1991., 1992.
Autorski dokumentarni filmovi: Srpski ratni zločini na Banovini, 07/08.1991., trajanje 35 min, Studio ZNG, produkcija 1991., Topusko, spašavanje ranjenika, kolovoz 1991., trajanje 20 min, Studio ZNG, produkcija 1991., Razorena kulturna baština, 1991., trajanje 30 min, Studio ZNG, produkcija 1991., Novska 1991., trajanje 30 min, Studio ZNG, produkcija 1992., Novska, ratne štete, 1991., trajanje 30 min, Studio ZNG, produkcija 1992., Obuka, bojna Frankopan, trajanje 29 min, Studio ZNG, produkcija 1992., Sunjska balada, 1992., video spot, pjesma o braniteljima Sunje, 1992.
1991. – 1992.
Producent dokumentarnih filmova: Sumrak u Dubrovniku, trajanje 35 min, Studio ZNG, produkcija 1991., Osijek, petak 13. 1991., trajanje 13 min, Studio ZNG, produkcija 1991., dr Bosanac, trajanje 20 min, Studio ZNG, produkcija 1991., Opća bolnica Osijek 1991/92., trajanje 13 min, Studio ZNG, produkcija 1992., Osijek, primirje 03.01.1992., trajanje 20 min, Studio ZNG, produkcija 1992.
1993. – 2000.
Producent i autor dokumentarnih filmova: Necropolis Croatica, trajanje 42 min, režija i scenarij: Pavle Vranjican i Mladen Lučić, Art film, produkcija 1993., Spaljena zamlja, trajanje 35 min, Art film, produkcija 1993., Kum, trajanje 20 min, Art film, produkcija 1993., Vukovarska bolnica, trajanje 30 min, nezavisna produkcija 1994.
2001. – 2010.
Producent i autor dokumentarnih filmova: Amarcord 1991. – 2001., trajanje 50 min, nezavisna produkcija, 2001., Amarcord 1991-2002., trajanje 110 min, nezavisna produkcija, 2002., Komšije, prvi dio, trajanje 90 min, nezavisna produkcija, 2003., Komšije, drugi dio, trajanje 85 min, nezavisna produkcija, 2004., TV Beograd 09./10.1991., trajanje 25 min, nezavisna produkcija, 2003., Tzv RSK - 10 zadnjih dana pred Oluju, trajanje 60 min, nezavisna produkcija, 2007., Pregovori s Ratkom Mladićem, Hrvace 1991., trajanje 30 min, nezavisna produkcija, 2003., Maslenica – Posedarje, 1991, trajanje 20 min, nezavisna produkcija, 2005., Novska., listopad, studeni 1991., trajanje 11 min, Art film produkcija, 2004., Svjedoci, Bogdanovci 1991., trajanje 20 min, nezavisna produkcija, 2005., Trpinjska cesta, Vukovar 1991., trajanje 20 min, nezavisna produkcija, 2003., Ako ovaj snimak dođe do Zagreba...Vukovar,16.11.1991., trajanje 5 min, nezavisna produkcija, 2002., Rajić, ljeto 1991., trajanje 20 min, nezavisna produkcija, 2004., Borbe u selu Mašić, jesen 1991, trajanje 20 min, nezavisna produkcija, 2003., Boravak F.Tuđmana na Banovini, kolovoz 1991 Pecki, Sisak, Hrvatska Kostajnica, trajanje 30 min, nezavisna produkcija, 2006., Osvajanje kasarne JNA u Slavonskom Brodu 1991., trajanje 20 min, nezavisna produkcija, 2002., Zauzimanje kasarne JNA u Vlaškoj, Zagreb 1991., trajanje 20 min, nezavisna produkcija, 2002., Čukur brdo, posljednji snimak Gordana Lederera, trajanje 20 min, nezavisna produkcija, 2002., Borbe u selu Voćarice, jesen 1991., trajanje 20 min, nezavisna produkcija, 2003., Rijeke ljubavi, Vukovar 10/1991., trajanje 12 min, nezavisna produkcija, 2003., Oluja na Banovini, trajanje 60 min, nezavisna produkcija, 2007., Preko Dinare do Knina – Oluja, trajanje 30 min, nezavisna produkcija, 2005., Maestral – Južni potez, trajanje 30 min, nezavisna produkcija, 2005., Zagreb 1991., trajanje 100 min, nezavisna produkcija, 2006., Sisak 1991., trajanje 70 min, nezavisna produkcija, 2009., Petrinja 1991., trajanje 80 min, nezavisna produkcija, 2008., Hrvatska Kostajnica 1991., trajanje 90 min, nezavisna produkcija, 2007., 1991., trajanje 9 min, nezavisna produkcija, 2005., 15.01.1992., trajanje 70 min, nezavisna produkcija, 2008., Thompson na Trgu, Dan branitelja grada Zagreba 30.05,2008. Zbor braniteljskih udruga Grada Zagreba, produkcija 2008., Bedem ljubavi - kronologija i video dokumentacija., trajanje 120 min, nezavisna produkcija, 2005., Bosanska Posavina, prvi dio, video dokumentacija, trajanje 250 min, nezavisna produkcija, 2004., Bosanska Posavina, drugi dio, video dokumentacija, trajanje 60 min, nezavisna produkcija, 2005., Putujem i pitam (Krajina danas), trajanje 60 min, nezavisna produkcija, 2006., Livno u ratu, kronologija, trajanje 90 min, nezavisna produkcija, 2009., Brest – Mala Gorica, 1991., trajanje 30 min, nezavisna produkcija, 2008., Vrpolje, crkva Sv.Jakova, 1991. – 1995., trajanje 15 min, nezavisna produkcija, 2007., Zatečeno stanje sakralnih građevina (RKT i SPC) na području Knina nakon završetka vojno – redarstvene operacije Oluja, kolovoz 1995., trajanje 30 min, nezavisna produkcija, 2007., Napad na Šibenik, kronologija rujanskog rata, trajanje 70 min, nezavisna produkcija, 2006., Thopmpson u Osijeku, Koncert, trajanje 90 min, nezavisna produkcija., Srebrenica – Potočari, trajanje 100 min, nezavisna produkcija, 2007., Novska u domovinskom ratu, trajanje 115 min, nezavisna produkcija, 2009., Na Drini komšija, trajanje 80 min, nezavisna produkcija, 2010., Jajce u obrani, 1992., trajanje 45 min, nezavisna produkcija, 2013., Jajce u progonstvu, 1992. – 1995., trajanje 45 min, nezavisna produkcija, 2014. Flashback Croatia 1990, redatelj, 2015.
Video postav za izložbe i dr.: Sjećanje na Domovinski rat, Klovićevi dvori, Vojni muzej, 2001., 10 godina vojno redarstvene operacije Oluja, Tvrđava, Knin, MORH, 2005. Ponovljeno 2015., 10 godina vojno redarstvene operacije Oluja, Zagreb HDLU, Grad Zagreb, 2005., kazališna predstava «Susjeda», ZKM - kazališna predstava «Maraton», ZKM
Organizator filmskih revija dokumentarnog filma REVIJA dokumentarnog filma Domovinski rat Zagreb, Europski dom, 2004. 10. SPLIT FILM FESTIVAL, 2005 posebni program posvećen Domovinskom ratu, REVIJA dokumentarnog filma Domovinski rat Split, Kinoteka Zlatna vrata, 2006. REVIJA dokumentarnog filma Domovinski rat Imotski, kino, 2006.
Televizijsko emitiranje; Filmovi: Amacord 1991. – 2001; Amacord 1991. – 2002; Komšije 1; Komšije 2 bili su prikazivani u cijelosti ili djelomično na sljedećim TV postajama: OTV-Zagreb, Gradska TV Zadar, TV Jadran-Split, Vinkovačka televizija, NET-Kutina, Z1-Zagreb, Nova-Zagreb, HRT. Veći broj TV priloga od 2 min do 10 min emitirano u sklopu programa OTV i Z1 (emisije Pečat vremena i Vesna Kljajić uživo)., Suradnik u realizaciji serijala «Istraga» na TV Nova.